# 榎洋之
榎 洋之（えのき ひろゆき、1979年9月14日 - ）は、日本のプロボクサーである。秋田県秋田市手形山中町出身。1998年に角海老宝石ボクシングジム所属としてプロデビューし、2004年には日本フェザー級王者に、2006年にはOPBF東洋太平洋フェザー級王者になる。

## 来歴

### アマチュア時代
14歳の頃、兄の影響でボクシングを始める。金足農業高校時代、1997年のなみはや国体では3位に入賞した。この時、内山高志との準決勝での判定に納得がいかず、皇族が観覧していた表彰式では客席の椅子を蹴り倒すなどして暴れ、退場した。このために進路内定を取り消され、アマチュア界から追放扱いされた。このことによってプロボクサーを志すようになる。榎と親交のある内館牧子は「もともとプロ志望であったため意に介していなかった」とコラムに書いている。

### プロ時代
高校卒業後、上京し角海老宝石ボクシングジムに入門。
1998年8月23日、フェザー級でプロデビュー、初回TKO勝利を収めた。
1999年10月22日、デビューから7戦7勝6KOで永田書林とB級トーナメント決勝戦を争い、4RTKOで優勝した。
2000年10月20日、A級トーナメントに出場し2戦2勝1KOでこの日の決勝戦を平原直弥と戦い、8R判定で優勝した。
2001年11月17日、プロ14戦目で韓国スーパーバンタム級王者鄭在光との10回戦に1-1の判定で引き分け、デビュー以来の連勝数は13でストップした。
2004年9月4日、その後6戦6勝6KOで大之伸くまの持つ日本フェザー級王座に挑戦し、9RTKOで獲得した。
2004年度プロ・アマチュア年間表彰選手選考会で新鋭賞に選出された。
2005年1月8日、金井晶聡に7RTKO勝利を収めて初防衛に成功。同年4月2日、武本在樹に3-0の判定勝利を収めて2度目の防衛に成功した。
2005年9月22日、故郷の秋田市立体育館で梅津宏治（ワタナベ）に3-0の判定勝利を収め、3度目の防衛に成功した。11月に同王座を返上。
2006年1月21日、越本隆志が返上して空位となったOPBF東洋太平洋フェザー級王座を同1位として7位のデンタクシン・スーンギラーノーイナイ（タイ）と争い、2RKOで同王座を獲得。ナデル・フセイン、真教杉田を下し2度の防衛に成功した。
2008年4月5日、JCBホールで粟生隆寛（帝拳）とのWBA世界フェザー級挑戦者決定戦に粟生の持つ日本王座と自身のOPBF王座を懸けて戦い、115-115、114-114、114-114の引分判定でそれぞれが自身の王座を防衛。同年8月29日、世界挑戦準備のためにOPBF王座を返上した。
2008年10月24日、後楽園ホールにてWBA世界フェザー級王者クリス・ジョン（インドネシア）に挑戦するも、クリス・ジョンのテクニックに翻弄され、大差の判定負けで王座獲得はならなかった。
2009年3月7日、インドネシアフェザー級王者アルディ・ディエゴに3RKO勝利を収め、再起を果たした。7月18日、WBA8位・WBC20位として日本4位の李冽理（横浜光）とフェザー級10回戦を行い、97-95、93-97、94-97の1-2で判定負けを喫した。
2009年10月10日、国立代々木競技場第二体育館で細野悟（大橋）の持つOPBF東洋太平洋フェザー級王座に同2位として挑戦したが、0-3の判定負けを喫して2連敗となった。
2010年4月23日、後楽園ホールにてWBA世界フェザー級11位のアルベルト・ガルサ（メキシコ）に9RTKOを喫し3連敗となると同時に引退を表明した。

## 戦績
- アマチュアボクシング：46戦38勝 (27KO・RSC) 8敗
- プロボクシング：34戦28勝 (20KO) 4敗 2分

| 戦           | 日付           | 勝敗 | 時間    | 内容    | 対戦相手                             | 国籍                 | 備考                                                                             |
| ------------ | -------------- | ---- | ------- | ------- | ------------------------------------ | -------------------- | -------------------------------------------------------------------------------- |
| 1            | 1998年8月23日  | ☆    | 1R 1:20 | TKO     | 中島浩愉                             | 日本 （松田）        | プロデビュー戦                                                                   |
| 2            | 1999年1月9日   | ☆    | 1R 1:54 | TKO     | 西原崇                               | 日本 （八王子中屋）  |                                                                                  |
| 3            | 1999年3月20日  | ☆    | 1R 3:01 | KO      | 渡辺清                               | 日本 （いわき協栄）  |                                                                                  |
| 4            | 1999年5月8日   | ☆    | 1R 1:39 | KO      | 西原崇                               | 日本 （八王子中屋）  |                                                                                  |
| 5            | 1999年6月22日  | ☆    | 5R      | 判定    | 武本在樹                             | 日本 （千里馬神戸）  |                                                                                  |
| 6            | 1999年7月26日  | ☆    | 5R 0:52 | TKO     | 松本陽一                             | 日本（白井・具志堅） |                                                                                  |
| 7            | 1999年8月30日  | ☆    | 5R 2:12 | TKO     | 増田尚久                             | 日本（ピストン堀口） |                                                                                  |
| 8            | 1999年10月22日 | ☆    | 4R 2:25 | TKO     | 永田書林                             | 日本 （本多）        | KSD杯争奪B級トーナメントフェザー級決勝（MVP獲得）                                |
| 9            | 2000年7月14日  | ☆    | 5R 1:25 | TKO     | 染谷勘太                             | 日本 （東京拳闘会）  |                                                                                  |
| 10           | 2000年8月31日  | ☆    | 6R      | 判定    | 堀茂雄                               | 日本 （稲毛）        |                                                                                  |
| 11           | 2000年10月20日 | ☆    | 8R      | 判定    | 平原直弥                             | 日本 （三迫）        | KSD杯争奪A級トーナメントフェザー級決勝（MVP獲得）                                |
| 12           | 2001年1月6日   | ☆    | 1R 1:51 | TKO     | シエンピチャ・シッチャセイ           | タイ                 |                                                                                  |
| 13           | 2001年6月2日   | ☆    | 10R     | 判定    | 草間智之                             | 日本 （三迫）        |                                                                                  |
| 14           | 2001年11月17日 | △    | 10R     | 判定1-1 | 鄭在光                               | 韓国                 |                                                                                  |
| 15           | 2002年4月3日   | ☆    | 5R 2:48 | TKO     | 服部世志夫                           | 日本 （野口）        |                                                                                  |
| 16           | 2002年7月6日   | ☆    | 6R 1:56 | TKO     | 鈴木将富                             | 日本 （高崎）        |                                                                                  |
| 17           | 2002年12月21日 | ☆    | 2R 0:30 | KO      | チョーレー・シットゴーソン           | タイ                 |                                                                                  |
| 18           | 2003年7月19日  | ☆    | 5R 1:06 | TKO     | 向井剛二                             | 日本 （横浜光）      |                                                                                  |
| 19           | 2003年12月10日 | ☆    | 4R 2:42 | KO      | アヌラック・タマチャード             | タイ                 |                                                                                  |
| 20           | 2004年3月20日  | ☆    | 8R 2:01 | TKO     | 船見征二                             | 日本 （宇都宮）      |                                                                                  |
| 21           | 2004年9月4日   | ☆    | 9R 1:56 | TKO     | 大之伸くま                           | 日本（福間スポーツ） | 日本フェザー級タイトルマッチ                                                     |
| 22           | 2005年1月8日   | ☆    | 7R 1:35 | TKO     | 金井晶聡                             | 日本 （姫路木下）    | 日本王座防衛1                                                                    |
| 23           | 2005年4月2日   | ☆    | 10R     | 判定3-0 | 武本在樹                             | 日本 （千里馬神戸）  | 日本王座防衛2                                                                    |
| 24           | 2005年9月22日  | ☆    | 10R     | 判定3-0 | 梅津宏治                             | 日本 （ワタナベ）    | 日本王座防衛3／返上                                                              |
| 25           | 2006年1月21日  | ☆    | 2R 1:22 | KO      | デンタクシン・スーンギラーノーイナイ | タイ                 | OPBF東洋太平洋フェザー級王座決定戦                                               |
| 26           | 2006年9月16日  | ☆    | 12R     | 判定3-0 | ナデル・フセイン                     | オーストラリア       | OPBF防衛1                                                                        |
| 27           | 2007年2月17日  | ☆    | 6R 0:31 | KO      | クラーブデーン・ギャットグリーリーン | タイ                 |                                                                                  |
| 28           | 2007年9月15日  | ☆    | 12R     | 判定3-0 | 真教杉田                             | 日本 （畑中）        | OPBF防衛2                                                                        |
| 29           | 2008年4月5日   | △    | 12R     | 判定0-0 | 粟生隆寛                             | 日本 （帝拳）        | WBA世界フェザー級挑戦者決定戦／日本フェザー級タイトルマッチ／OPBF防衛3／OPBF返上 |
| 30           | 2008年10月24日 | ★    | 12R     | 判定0-3 | クリス・ジョン                       | インドネシア         | WBA世界フェザー級タイトルマッチ                                                  |
| 31           | 2009年3月7日   | ☆    | 3R 3:06 | KO      | アルディ・ディエゴ                   | インドネシア         |                                                                                  |
| 32           | 2009年7月18日  | ★    | 10R     | 判定1-2 | 李冽理                               | 日本 （横浜光）      |                                                                                  |
| 33           | 2009年10月10日 | ★    | 10R     | 判定0-3 | 細野悟                               | 日本 （大橋）        | OPBF東洋太平洋フェザー級タイトルマッチ                                           |
| 34           | 2010年4月23日  | ★    | 9R 0:58 | KO      | アルベルト・ガルサ                   | メキシコ             |                                                                                  |
| テンプレート |                |      |         |         |                                      |                      |                                                                                  |

## 獲得タイトル
- 第13回KSD杯争奪B級トーナメントフェザー級優勝 (MVP)
- 第14回KSD杯争奪A級トーナメントフェザー級優勝 (MVP)
- 第51代日本フェザー級王座（防衛3＝返上）
- 第38代OPBF東洋太平洋フェザー級王座（防衛3＝返上）